# Prezydent Hondurasu
Prezydent Hondurasu (hiszp. Presidente de la República de Honduras) – głowa państwa, szef rządu, najwyższy organ władzy wykonawczej, a także naczelny dowódca sił zbrojnych w Hondurasie.

## Historia
Honduras uzyskał niepodległość od Hiszpanii 1 lipca 1821 r. i stał się częścią Zjednoczonych Prowincji Ameryki Środkowej wraz z Salwadorem, Nikaraguą, Gwatemalą i Kostaryką. Pierwszym prezydentem nowo utworzonego kraju został liberał Dionisio de Herrera. Urzędował on w mieście Gwatemala jako największym ośrodku państwa. Wkrótce wybuchły spory pomiędzy liberałami i konserwatystami. W wyniku długotrwałych starć na najwyższych szczeblach władzy, wielokrotnie dochodziło do politycznych przetasowań i - w rezultacie - zmian głowy państwa. W okresie istnienia Zjednoczonych Prowincji Ameryki Środkowej (1821-1839) sytuacja taka miała miejsce kilkanaście razy. Takie postaci, jak Francisco Morazán oraz José María Martinez Salinas sprawowały urząd prezydenta więcej niż jeden raz.
W 1839 r. Honduras wystąpił ze Zjednoczonych Prowincji Ameryki Środkowej, a jego pierwszym prezydentem został Juan Francisco de Molina. Początkowo kolejni prezydenci sprawowali swą władzę jedynie tymczasowo, zazwyczaj tylko przez kilka miesięcy lub - jak w przypadku José María Bustillo - kilka dni. Od września 1839 do stycznia 1842 władzę sprawował - również tymczasowo - Francisco Zelaya y Ayes. Później powołano pierwszego prezydenta wyłonionego w wyborach. Był nim Francisco Ferrera. Jego rządy trwały dwa lata, po czym naprzemiennie sam tytułował się prezydentem lub pozwalał rządowi obrać innego - tymczasowego - prezydenta, podczas gdy on sam wywierał wpływ na władzę jako minister wojny. W 1847 roku, na krótko po reelekcji, Ferrera ustąpił ze stanowiska na rzecz Juana Lindo.
Po rządach Lindo władza w Hondurasie przeszła w ręce liberałów, a prezydentem został José Trinidad Cabañas. W 1855 r. na ziemie Hondurasu wkroczyły siły Gwatemali i zainstalowały na stanowisku głowy państwa konserwatystę José Santosa Guardiolę. W 1862 r., po sześciu latach prezydentury, Guardiola został zamordowany przez członków własnej gwardii honorowej. Wydarzenie to stało się początkiem długotrwałego kryzysu politycznego w Hondurasie, podczas którego władza przechodziła z rąk do rąk kilkanaście razy. Duże wpływy uzyskał wówczas generał José María Medina, będący na przestrzeni lat 1862-1876 prezydentem lub dyktatorem jedenaście razy.

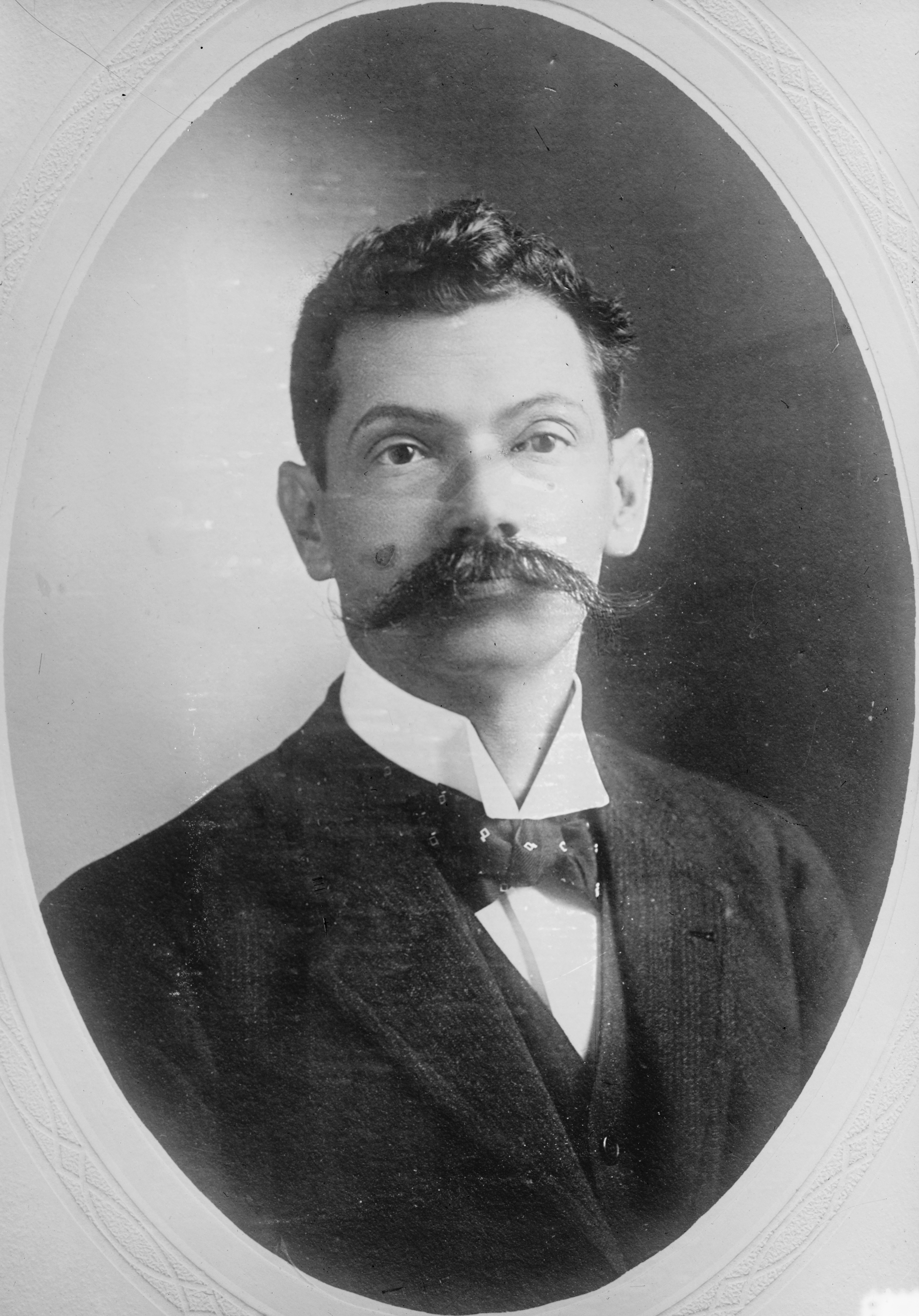
Francisco Bertrand, prezydent w latach 1911-12 i 1913-19

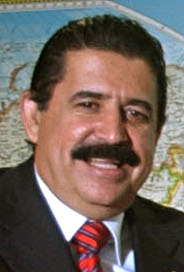
Manuel Zelaya, prezydent w latach 2006-09

W 1876 r. interwencja sił Gwatemali pozbawiła Medinę sprawowanego stanowiska, a konserwatystów odrzuciła od władzy. Nowym prezydentem został Marco Aurelio Soto, liberał i autor zakrojonych na szerszą skalę reform finansowych, administracyjnych oraz edukacyjnych. W 1883 r. Soto został zmuszony do ustąpienia stanowiska, a na nową głowę państwa powołano konserwatystę, generała Luisa Bográna. W 1891 r. podczas zmanipulowanych wyborów prezydenckich zwyciężył Ponciano Leiva, który pojawił się już na tym stanowisku w czasie kryzysu lat 1862-1876. Próbował on wprowadzić do kraju dyktaturę, stosując w tym celu między innymi prześladowania wśród członków Partii Liberalnej Hondurasu. Działania te doprowadziły do konfliktu domowego z liberałami, wspieranymi przez siły dyktatora Nikaragui, José Santosa Zelaya. W 1894 r. władzę objął przywódca liberałów, Policarpo Bonilla.
Bonilla był prezydentem do roku 1899. W tym czasie wprowadził w Hondurasie nową konstytucję, przeprowadził liczne reformy, a także podjął dążenia do zjednoczenia państw środkowoamerykańskich. Polityk upewnił się także, iż kolejnym prezydentem zostanie generał Terencio Sierra. Sierra sprawował swój urząd przez cztery lata, do 1903 r. Wtedy jego rządy zostały obalone przez generała Manuela Bonillę. Nowy prezydent poczynił starania, by przekształcić stronnictwo konserwatystów, do którego należał, w narodowców. Sprzyjało temu między innymi utworzenie Partii Narodowej Hondurasu. Bonilla utracił swoją pozycję w 1907 r., w wyniku wojny z liberałami wspieranymi przez Nikaraguę.
Kolejnym prezydentem Hondurasu został Miguel R. Dávila. Wkrótce ponownie wybuchła wojna domowa, zakończona interwencją Stanów Zjednoczonych w 1911 r. Obie strony zgodziły się na powołanie tymczasowego prezydent, którym został Francisco Bertrand. Rok później w wyborach zwycięstwo osiągnął Manuel Bonilla. Polityk zmarł w 1913 r., niewiele ponad rok po objęciu urzędu. Urząd głowy państwa objął ponownie na mocy elekcji Bertrand. Jego rządy trwały do 1919 r, zakończyły się na drodze konfliktu z opozycją. Kolejne lata przyniosły dalsze przemiany polityczne, w wyniku których do władzy dochodzili na zmianę liberałowie i narodowcy.
Wybory w 1932 r. wygrał Tiburcio Carías Andino, który okazał się być najdłużej sprawującym swój urząd prezydentem w historii Hondurasu. Jego rządy trwały do 1949 roku. W tym czasie Andino przeprowadził liczne reformy, takie jak wydłużenie kadencji prezydenta do sześciu lat, przywrócenie kary śmierci, a także ustawowe przedłużenie swoich rządów do 1949 r. Zmiany te wywołały niezadowolenie opozycji, która w latach 30. i 40. podjęła liczne nieudane próby obalenia prezydenta. W wyborach roku 1949 zwyciężył Juan Manuel Gálvez, popierany oficjalnie przez Caríasa. Podczas wyborów 1954 r. zwyciężył Vileda Morales, lecz elekcja ta wzbudziła sporo wątpliwości, doprowadzając do kryzysu politycznego. W międzyczasie kraj opuścił pod pozorem choroby dotychczasowy prezydent, Gálvez, powierzając władzę wiceprezydentowi Julio Lozano Díazowi. Ten zdecydował, iż do czasu, gdy możliwe stanie się przeprowadzenie nowych wyborów prezydenckich, sam będzie sprawował urząd prezydenta, stojąc na czele rady ministrów złożonej z przedstawicieli wszystkich trzech konkurujących ze sobą ugrupowań.
Niebawem okazało się, iż nowy prezydent dąży do władzy dyktatorskiej, przez co stracił poparcie opinii publicznej i opozycyjnych partii. W październiku 1956 r. doszło do przewrotu wojskowego. Władzę objęła junta, która rok później wyznaczyła prezydenta - liberała Ramóna Villeda Moralesa. W 1963 r. kolejnym prezydentem - dyktatorem został Oswaldo López Arellano. W 1972 r. w sposób demokratyczny wybrano na głowę państwa narodowca Ramóna Ernesto Cruz Uclésa. Już w grudniu 1972 r. doszło do kolejnego zamachu stanu, w wyniku którego na stanowisko prezydenta powrócił Ramón Ernesto Cruz Uclés. W 1975 r. w wyniku oskarżeń o korupcji wśród najwyższych oficjeli Hondurasu, Uclés stracił najpierw zwierzchnictwo nad wojskiem, a później stanowiska głowy państwa. Władze wojskowe uczyniły jego następcą Juana Alberto Melgara, a gdy i on nie spełnił ich oczekiwań prezydentem został Policarpo Paz García. W 1981 r. przeprowadzono pierwsze od dziesięciu lat demokratyczne wybory, w których zwyciężył liberał Roberto Suazo Córdova. Jego prezydenturę zainaugurowano w styczniu 1982 r.
Po 1982 r. władza prezydencka zmieniała się sprawnie, co cztery lata za pomocą wyborów. W latach 1982–2009 urząd sprawowało 7 prezydentów. Ostatni z nich, Manuel Zelaya został pozbawiony stanowiska w wyniku zamachu stanu. Wydarzenie to wywołało krytykę na arenie międzynarodowej, lecz Zelaya nie powrócił do dotychczasowych obowiązków. Prezydentem tymczasowym został Roberto Micheletti, a po wyborach - Porfirio Lobo Sosa. Obecnie urząd prezydenta Hondurasu sprawuje Xiomara Castro.

## Wybór
Zgodnie z konstytucją Hondurasu z 11 stycznia 1982 roku, prezydent zostaje wybrany w wyborach powszechnych, równych i bezpośrednich większością zwykłą głosów. Wynik wyborów musi zostać potwierdzony przez Narodowy Trybunał Wyborczy, a w razie gdy ten nie będzie mógł się zebrać, przez Kongres Narodowy lub Sąd Najwyższy. Kadencja prezydenta rozpoczyna się 27 stycznia.
Prezydentem może zostać świecki mieszkaniec Hondurasu w wieku minimum 30 lat, posiadający obywatelstwo państwa. Prezydentem nie może zostać Sekretarz i Podsekretarz Stanu, członek Narodowego Trybunału Wyborczego, sędzia; prezes, wiceprezes, menedżer, dyrektor, wicedyrektor lub sekretarz dyrektora instytucji zdecentralizowanej; Generalny Kontroler Finansów i jego zastępca; Prokurator Generalny i jego zastępca. Zakaz ten obowiązuje w stosunku do osób, które sprawują obowiązki związane z danym stanowiskiem, jak również tych, które te obowiązki przestały sprawować nie wcześniej, niż pół roku przed wyborami. Ponadto, o stanowisko prezydenta ubiegać się nie mogą: komandorzy i generałowie Sił Zbrojnych; oficerowie Sił Zbrojnych, Policji oraz Służby Bezpieczeństwa; wojskowi służby czynnej i wszyscy funkcjonariusze wojskowi wykonujący czynności związane ze stanowiskiem w ciągu dwunastu miesięcy poprzedzających wybory; małżonkowie i krewni dowódców wojskowych oraz członków Wysokiej Rady Sił Zbrojnych do czwartego stopnia pokrewieństwa oraz drugiego stopnia powinowactwa; małżonkowie i krewni prezydenta i jego współpracowników wykonujących swoje obowiązki w ciągu rok poprzedzającego wybory, do czwartego stopnia pokrewieństwa i drugiego stopnia powinowactwa; przedstawiciele przedsiębiorstw posiadających koncesję na eksploatację surowców naturalnych; przedstawiciele wykonawców prac publicznych, finansowanych ze skarbu państwa.

## Uprawnienia i obowiązki
Konstytucja Hondurasu przyznaje prezydentowi następujące prawa i obowiązki:
- Stanie na straży Konstytucji oraz przestrzeganie jej zapisów. Egzekwowanie i stosowanie się do traktatów, konwencji, ustaw i innych prawnych postanowień.
- Prowadzenie ogólnej polityki państwa i reprezentowanie jej.
- Stanie na straży niepodległości i honoru państwa, a także zapewnienie nienaruszalności i integralności jego terytorium.
- Utrzymywanie pokoju i bezpieczeństwa wewnętrznego Republiki i obrona przed jakąkolwiek agresją ze strony innych państw.
- Powoływanie i dymisjonowanie Sekretarzy i Podsekretarzy Stanu, a także innych funkcjonariuszy i pracowników, których powołanie nie jest uprawnieniem innego organu.
- Zwoływanie sesji nadzwyczajnych Kongresu Narodowego i wnoszenie wniosku o przedłużenie sesji zwyczajnej.
- Zawieszanie lub zawężanie egzekwowania konkretnych praw, w porozumieniu z Radą Ministrów, na warunkach zawartych w Konstytucji.
- Kierowanie wiadomości do Kongresu Narodowego w dowolnym momencie.
- Uczestniczenie we wprowadzaniu projektów ustaw do Kongresu przy pomocy sekretarzy rządu.
- Wprowadzanie w życie postanowień władzy ustawodawczej, sądowniczej oraz Narodowego Trybunału Wyborczego.
- Wydawanie dekretów, przepisów prawnych oraz postanowień.
- Prowadzenie polityki zagranicznej państwa.
- Zawieranie traktatów i konwencji. Działania te wymagają ratyfikacji przez Kongres Narodowy.
- Powoływanie przewodniczących misji dyplomatycznych oraz konsularnych.
- Przyjmowanie głów innych państw oraz ich przedstawicieli dyplomatycznych.
- Pełnienie funkcji naczelnego dowódcy sił zbrojnych. Prezydent Hondurasu posiada stopień Generała - Komandora (Comandante General). Jego zadaniem jest także podejmowanie środków niezbędnych dla obrony państwa.
- Wypowiadanie wojny i zawieranie pokoju w okresie, gdy Kongres Narodowy nie obraduje. W takiej sytuacji Kongres Narodowy musi zostać zwołany niezwłocznie.
- Strzeżenie dobrego postępowania funkcjonariuszy i pracowników publicznych, mając na celu bezpieczeństwo i prestiż władzy oraz państwa.
- Administrowanie Skarbem Państwa.
- Podejmowanie nadzwyczajnych działań w zakresie gospodarki i finansów jeśli interes państwa tego wymaga. Z takich przedsięwzięć prezydent musi złożyć sprawozdanie Kongresowi Narodowemu.
- Zaciąganie i udzielanie pożyczek międzynarodowych. Działania te wymagają zgody Kongresu Narodowego.
- Tworzenie Narodowego Planu Rozwoju, omawianie go podczas posiedzenia Rady Ministrów, prezentowanie przed Kongresem Narodowym i wykonywanie go.
- Ustalanie stawek celnych zgodnie z prawem.
- Ułaskawianie i łagodzenie wyroków sądowych zgodnie z prawem.
- Przyznawanie deklaracji zgodnie z prawem.
- Gromadzenie przychodów państwa oraz inwestowanie środków w ten sposób pozyskanych.
- Publikowanie Wykazu Przychodów i Wydatków Budżetu Publicznego cztery razy w roku.
- Organizowanie, kierowanie i promowanie edukacji publicznej, ograniczanie analfabetyzmu oraz umożliwianie rozwoju technik nauczania.
- Podejmowanie środków dla promocji zdrowia oraz rozwoju medycyny.
- Kierowanie polityką gospodarczą i finansową państwa.
- Sprawowanie nadzoru nad instytucjami bankowymi, zakładami ubezpieczeniowymi i domami inwestycyjnymi poprzez funkcjonowanie Narodowej Komisji Bankowości i Ubezpieczeń, której działalność powinna być usankcjonowana specjalnym prawem. Ponadto, prezydent mianuje prezesów i wiceprezesów Banków Narodowych, stosując się przy tym do przepisów prawnych.
- Podejmowanie środków i postanowień, które mają na celu szybkie przeprowadzenie Reformy Rolnej, a także rozwój obszarów wiejskich.
- Sankcjonowanie, wetowanie, obwieszczanie i publikowanie ustaw przyjętych przez Kongres Narodowy.
- Prowadzenie i wspomaganie polityki ekonomicznej i społecznej integracji na poziomie państwa i na arenie międzynarodowej, mając na celu poprawę warunków życia mieszkańców Hondurasu.
- Tworzenie i utrzymywanie służb publicznych i podejmowanie takich działań, które pozwolą na ich skuteczną pracę.
- Nadawanie stopni oficerskich w armii od podporucznika do kapitana włącznie.
- Gwarantowanie apolityczności, pełnego profesjonalizmu, posłuszeństwa i zdyscyplinowania Sił Zbrojnych.
- Nadawanie i anulowanie obywatelstwa.
- Przyznawanie emerytur, premii i zasiłków, przy stosowaniu się do obowiązujących norm prawnych.
- Przyznawanie osobowości prawnej organizacjom pozarządowym, przy stosowaniu się do obowiązujących norm prawnych.
- Zapewnianie harmonii pomiędzy pracą i kapitałem.
- Ustalanie i rewidowanie płacy minimalnej.
- Przyjmowanie lub odrzucanie wniosków o przejazd lub przejście przez terytorium Hondurasu oddziałów zbrojnych innych państw. W tym przypadku prezydent potrzebuje upoważnienia wydanego przez Kongres Narodowy.
- Wysyłanie oddziałów zbrojnych Hondurasu na misje wojskowe do innych państw w zgodzie z międzynarodowymi traktami i w celach pokojowych. W tym przypadku prezydent potrzebuje upoważnienia wydanego przez Kongres Narodowy.